# Rio Paz
Rio Paz é um rio da Guatemala e de El Salvador. Nasce nos montes Quezalapa na parte norte do departamento de Jutiapa, na Guatemala. Corre para sudoeste e marca a fronteira com El Salvador durante grande parte do seu curso, até atingir, já em território de El Salvador, o oceano Pacífico.
O rio Paz tem 134 km de comprimento e a sua bacia cobre 1732 km2 na Guatemala.
Corre no departamento de Ahuachapán e passa na Laguna el Espino.